# Trabzon
Trabzon u povijesti je bio znan kao Trapezus ili Trapezunt (Trebizond), to je grad na obali Crnog mora na sjeveroistoku Turske. Trabzon je glavni grad istoimene Turske provincije Trabzon. Trabzon je grad, nastao na povijesnom Putu svile, oduvijek je bio sjedište brojnih naroda, sa svojim religijama, jezicima i kulturom (lonac naroda). Preko Trabzona su stoljećima vodili trgovački putevi za Iran na jugoistoku, Rusiju i zemlje Kavkaza prema sjeveroistoku. Mletački i genoveški trgovci plaćali su posjete gradu, i prodavali i kupovali; svilu, lan, vunu i tkanine. Za vrijeme osmanske vladavine, Trabzon je zbog važnosti luke, postao središte trgovine prema Iranu, Indiji i Kavkazu. Grad Trabzon, bio je jezgra nekoliko država u svojoj dugoj povijesti, između ostalog bio je glavni grad Trapezuntskog carstva. Danas grad Trabzon sa širom okolicom ima oko 400.187 (Popis stanovništva iz 2009.).
Trabzon je poznat i po imenu Trapezounda (grčki: Τραπεζούντα), i kao Trapizon (armenski: Տրապիզոն) iliTrapizoni (gruzijski: ტრაპიზონი) ili Tamtra (na jeziku laza: ტამტრა). 

## U antici i srednjem vijeku
Izvorno, grad su osnovali grčki trgovci iz Mileta kao Trapezus (grčki: Τραπεζοῦς) (po predanju oko 756. godine prije Krista).
Grad je bio jedan od deset slavnih gradova od miletskog trgovačkog carstva, gradova kolonija duž obala Crnog mora. Ostali su bili; Sinopa, Abidos (grčki: Άβυδος), i Kizik (grčki: Κύζικος) u Dardanelima. Kao i većina ostalih grčkih kolonija, grad je bio mala enklava grčkog života, a ne neko carstvo u današnjem smislu te riječi. U gradu se već rano razvilo bankarstvo, i mijenjački poslovi, o čemu svjedoči kovanica srebrne drahme koja je pronađena u gradu, koja se danas nalazi u Britanskom muzeju (London).
Trgovački partneri Trapezusa bili su lokalno stanovništvo – Mosineki (Mossineci). Kada se Ksenofont sa svojih deset tisuća ljudi (grčkih plaćenika) borbeno probijao na svom putu iz Perzije, prvi grčki grad u koji su došli bio je Trapezus (Ksenofont, Anabaza, 5.5.10). Grčki stanovnici Trapezusa i njima odani lokalni Mosineki postali su zarobljenici kapitala okolnih bogatih Mosineka, sve je to dovelo do točke sukoba i otvorenog građanskog rata. Novopridošle snage Ksenofonta, koji se stavio na pobunjeničku stranu, riješile su taj sukob u korist stanovnika Trapezusa.
Grad je bio dio Pontskog kraljevstva – Mitridata VI., sjedište ratne flote kraljevstva.
Nakon pripojenja Pontskog kraljevstva rimskoj provinciji Galatiji (64. – 65. godine), njegova flota pripala je novim zapovjednicima i postala dio Classis Pontica (dio rimske mornarice). Trapezus je bio važno uporište 
za vladavine Rima u 1. stoljeću, jer je osiguravao pristup cesti koja je vodila preko Prijevoja Zigana do granica Armenije ili doline gornjeg Eufrata. Izgrađene su nove ceste iz Perzije i 
Mezopotamije za vrijeme vladavine Vespazijana, a za Hadrijana je poboljšana gradska luka.
U Trabzonu se raširio kult mitraizma (grčko-rimska misterijska religija), iz tog vremena ostao je dobro očuvan Mitreum (hram posvećen Mitri) koji je danas samo kripta crkve Panaghia Theoskepastos ( crkva se nalazi u blizini Kizlara, istočno od citadele, i južno od nove luke). Grad je opljačkan i razrušen od strane Gota 258. godine, potom je ponovno obnovljen, ali se od toga Trapezus nije uspio oporaviti sve do 8. stoljeća, kad je ponovno njegov trgovački put ponovno stekao važnost od 8. st do 10. stoljeća. Islamski pisci 
iz 10. stoljeća navode da su u Trapezunt dolazili brojni muslimanski trgovci, i tu nabavljali bizantsku svilu za susjedne muslimanske zemlje. 
Za Bizanta, grad je bio glavni grad bizantske teme Kaldie.
Nakon Četvrtog križarskog rata – 1204. godine, na tlu Trabzona osnovana je slijednica bizantske države – Trapezuntsko carstvo uz podršku kraljice Tamare iz Gruzije. Trapezuntsko carstvo vladalo je tim dijelom obala Crnog mora sve do 1461. godine, kada se njegov posljednji vladar – David, predao Mehmedu II., vladaru Osmanskog carstva. 
Nakon što je zauzeo grada sultan Mehmed II. naselio je mnogo Turaka u području, uz njih su ostali živjeti i brojne stare etničke skupine Armenci, Grci i Lazi. U vrijeme vladavine poznog Osmanskog carstva, Trabzon je bio grad žive kršćanske kulture, u kojem su njegovi bogati trgovci otvorili nekoliko konzulata zapadnoeuropskih zemalja.

### Novi vijek
U 1901. godine Trabzonska luka je opremljena suvremenim dizalicama koje je izgradila engleska tvrtka Stothert and Pitt iz Batha. Grad je bio poprište jedne od ključnih bitaka između turske i ruske vojske tijekom Kavkaske kampanje u Prvom svjetskom 
ratu, nakog koje je Trapezunt zaposjednut i okupiran od strane ruske vojske pod zapovjedništvom Velikog vojvode Nikolaja (Nikolaj Nikolajevič Romanov) i Nikolaja Judeniča u travnju 1916.
Trabzon je bio glavno poprište genocida nad Armencima koji je uslijedio nakon povlačenja ruske vojske iz grada i istočne Anatolije, za vrijeme Oktobarske revolucije 1917.
Nakon turskog rata i poništenja Mirovnog ugovora iz Sèvresa (1920.), kojeg je zamijenio Mirovni ugovor iz Lausanne (1923.), Trapezunt je opet postao sastavni dio Turske. 
Nakon Prvog svjetskog rata, uvriježilo se prihvaćanje lokalnih turskih naziva za zemljopisne pojmove, umjesto ranije korištenih grčkih ili talijanskih (latinskih) naziva, tako je Trapezunt postao poznat kao Trabzon.
Za vrijeme Drugog svjetskog rata stao je promet po Crnom moru jer je ono bilo poprište ratnih aktivnosti. Zbog toga je i potpuno zamro promet najvažnijih izvoznih proizvoda iz okolice, duhana i lješnjaka, a standard stanovnika je znatno opao.
Nakon Drugog svjetskog rata uslijedio je opći razvoj zemlje, i u Trabzonu se razvio ekonomski i trgovački život, osobito nakon izgradnje obalne autoceste i nove luke koja je glavna luka Središnje Anatolije.
Međutim, taj napredak je spor u usporedbi sa zapadnom i jugozapadnom dijelovima Turske. Trabzon je poznat u cijeloj Turskoj po svojim srdelama, koji su glavno jelo u brojnim restoranima u gradu. Trabzon je poznati izvoznik lješnjaka i čaja.
U gradu i dan danas živi vrlo mala zajednica grčkih muslimana, većina njih su porijeklom iz obližnje Tonje i Ofa četvrti grada Trabzona. Pontski grčki jezik (poznat kao Ποντιακά, Pontiaka) je gotovo pred izumiranjem jer ga govore mahom samo ljudi starije generacije.

## Zemljopisne i klimatske prilike
Pokrajina Trabzon ima ukupnu površinu od 4,685 km ², ona graniči sa sljedećim turskim pokrajinama: Rizi, Giresun i Gümüşhane. Od ukupne površine je 22,4 % ravničarsko a 77,6 % je brdovito.

### Rijeke i jezera
Okolica Trabzona je vrlo brdoviti kraj, pun rijeka i jezera. Veće rijeke su; Değirmendere (nekadašnji Piksidis), Janbolu, Fol, Karadere, Koha, Sürmene (nekadašnji Manahos), Solaklı, Rijeka Baltaci i  Ijidere (nekadašnji Kalopotamos). 
Veća jezera su; Çakırgöl, Uzungöl i Serra Gölü.

### klima
Trabzon ima tipičnu crnomorsku klimu, s kišom tijekom cijele godine. Ljeta su vruća s prosječnim visokim temperaturama od 23°C – 27°C, i niskim od 17°C – 20°C. Tijekom više dana temperature mogu premašiti 30°C. Zime su u Tranzonu hladne, ali rijtko s temperaturama ispod nule, s dnevnim najvišim oko 8°C – 11°C. Tijekom zime snijeg pada prosječno tjedan ili dva. Najviša ikad je zabilježena temperatura 37,8 °C. Najniža ikad je zabilježena temperatura  -6.1°C. Temperatura mora varira između 10 °C – 20 °C tijekom cijele godine.

## Stanovništvo
Grčki jezik govorio se u gradu i pokrajini od rane antike. Tako se razvio lokalni grčki dijalekt Pontiaka koji je uglavnom govorilo grčko pravoslavno stanovništvo, sve do velike razmjene stanovništva nakon Grčko-turskog rata iz 1919. – 1922. Današnji govornici su gotovo svi muslimani ali grčkog materinjeg jezika. U Trabzonu žive i Lazi, narod koji je starosjedilački na ovom području.
Čepnici jedno od plemena Oguza igralo je važnu ulogu u povijesti istočne obale Crnog mora u 13. st. i 14. stoljeuću, oni su uglavnom živjeli su obližnjem gradu Şalpazarıju (dolina Ağasar).
Armenska zajednice u Trabzonu postoji već od 7. stoljeća. Njihov broj se povećao tijekom Mongolskih invazija u 13. st. i 14. stoljeću kad su brojne armenske obitelji iz grada Anija pobjegle u Trabzon. Prema povjesničaru Ronaldu C. Jenningsu, u ranim 1500-ih, Armenci su tvorili oko 13 % ukupnog gradskog stanovništva, te su brojno bili podjednaki muslimanima u gradu. 
U kasnom 19. stoljeću otpočeli su progoni pripadnika Armenske zajednice, tada se zbio i Hamidijanski pokolj.
Uoči Prvog svjetskog rata, u gradu je živjela veća armenska zajednica od oko 30.000 ljudi. Za vrijeme genocida nad Armencima je pobijen ili deportiran najveći broj od tog stanovništva. Nakon ruskog zauzimanja Trabzona u travnju 1916., u gradu je bilo samo 500 preživjelih Armenaca.
U Trabzonu danas živi značajna ruska manjina, koji su se počeli masovnije naseljavati u gradu i okolici nakon raspada Sovjetskog Saveza. Zato u gradu ima puno ruskih trgovina i drugih objekata. Većina tih novodošlih Rusa predmet su brojnih sumnji i tradicionalnih stereotipa koji o njima vladaju. Među njima je i dosta prostitutki koje stanovnici Trabzona zovu jednostavno - Nataša.
Kako u gradu djeluje Tehničko sveučilište Karadeniz (Crno more), koje ima jako puno studenata iz cijele Turske, a posebice je mnogo onih iz istočne Turske i crnomorske regije, kao i studenata iz srednjoazijskih zemalja.

## Gradske znamenitosti
Trabzon ima brojne turističke atrakcije, od kojih neke datiraju iz vremena drevnih carstava koja su jednom postojala u regiji. 
U samom gradu, se u blizini središnjeg gradskog trga Mejdana, nalazi većina trgovina, restorana i čajana.
- Hagia Sophia (turski: Ayasofya Müzesi), je crkva iz bizantskog razdoblja, vjerojatno najznačajnija turistička atrakcija u Trabzonu.
- Dvorac Trabzon čiji su ostatci vidljivi u gradu, ali ih se ne može obići jer se nalaze u zabranjenoj vojnoj zoni. Vanjski zid dvorca, danas je stražnji zid vojarne.
- Atatürk Köşkü je lijepa viktorijanska vila, koja je data Kemalu Atatürk, za vrijeme njegova posjeta Trabzonu 1924.
- Boztepe Park je mali park i s vrtom čaja na brdima iznad Trabzona s kojeg se pruža panoramski pogled na cijeli grad.

U okolici grada nalazi se manastir Sümela  koji je vrlo pitoreskan, jer je izgrađen na strmoj planinskoj padini iznad zelenih šuma. Manastir se nalazi 50 km južno od grada. Pored grada je i Park prirode Uzungöl poznat je po svojim prirodnim ljepotama.

## Sport
Nogomet je daleko najpopularniji sport u Trabzonu, a lokalni klub Trabzonspor je jedini klub u iz turske Anatolije koji je osvojio tursko prvenstvo - Superligu (i to 6 puta). 
Trabzon je bio domaćin u srpnju 2007. godine prvih crnomorskih Sportskih igara, 2011. godine bit će domaćin Europskog ljetnog festivala mladih.

## Poznate osobe iz Trabzona
- Sulejman I. Veličanstveni, Otomanski sultan
- Sv. Eugenije iz Trabzona, kršćanski svetac i mučenik
- Basilije (Ivan) Visarion, biskup, znanstvenik i pisac koji je utjecao na talijansku renesansu
- Đorđe iz Trabzona (Giorgio di Trebisonda), filozof, znanstvenik i pisac koji je utjecao na talijansku renesansu

## Gradovi prijatelji
- Soči, Rusija (1993.)
- Rizhao, Kina (1997.)
- Szigetvár, Mađarska (1998.)
- Batumi, Gruzija (2000.)
- Rašt, Iran (2000.)
- Zandžan, Iran (2001.)

## Pogledajte i ovo
- Trapezuntsko Carstvo
- Armenski genocid
- Crno more
- Pontska Republika

## Vanjske poveznice
- Službene stranice gradaTrabzona
- Tehničko sveučillište Karadeniz (Crno more)  Arhivirana inačica izvorne stranice od 14. studenoga 2009. (Wayback Machine)
- Povijesne razglednice iz Trabzona  Arhivirana inačica izvorne stranice od 8. prosinca 2009. (Wayback Machine)